# Stanisław Krasiński (zm. 1654)
Stanisław Krasiński herbu Ślepowron (zm. w 1654 roku) – kasztelan ciechanowski w latach 1644–1650, kasztelan płocki w latach 1650–1654, starosta nowomiejski w 1645 roku.
Syn wojewody płockiego Stanisława. Żonaty był z Katarzyną Szczawińską, Teodorą Grzybowską i Barbarą Noskowską. Z Grzybowską miał synów: Mikołaja, Władysława, Jakuba, córki Annę i Mariannę. Z Noskowską synów: Jana i Józefa. 
Studiował w kolegium jezuitów w Pułtusku w 1617 roku.